# Канабіс

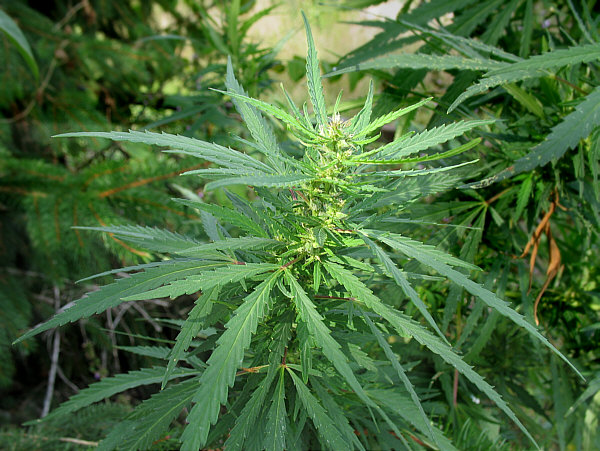
Коноплі виду Cannabis ruderalis, що ростуть у Східній Європі

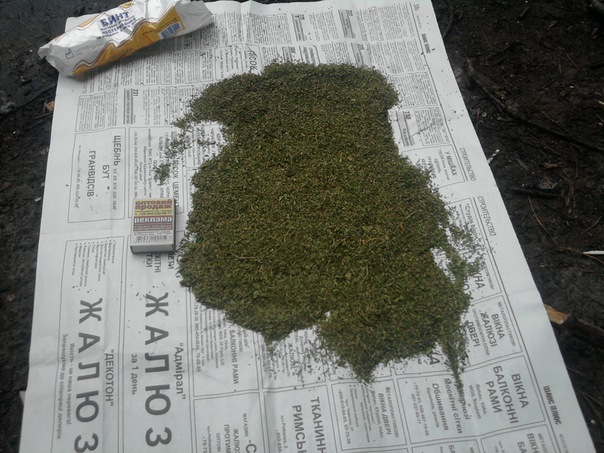
Готова до вживання марихуана

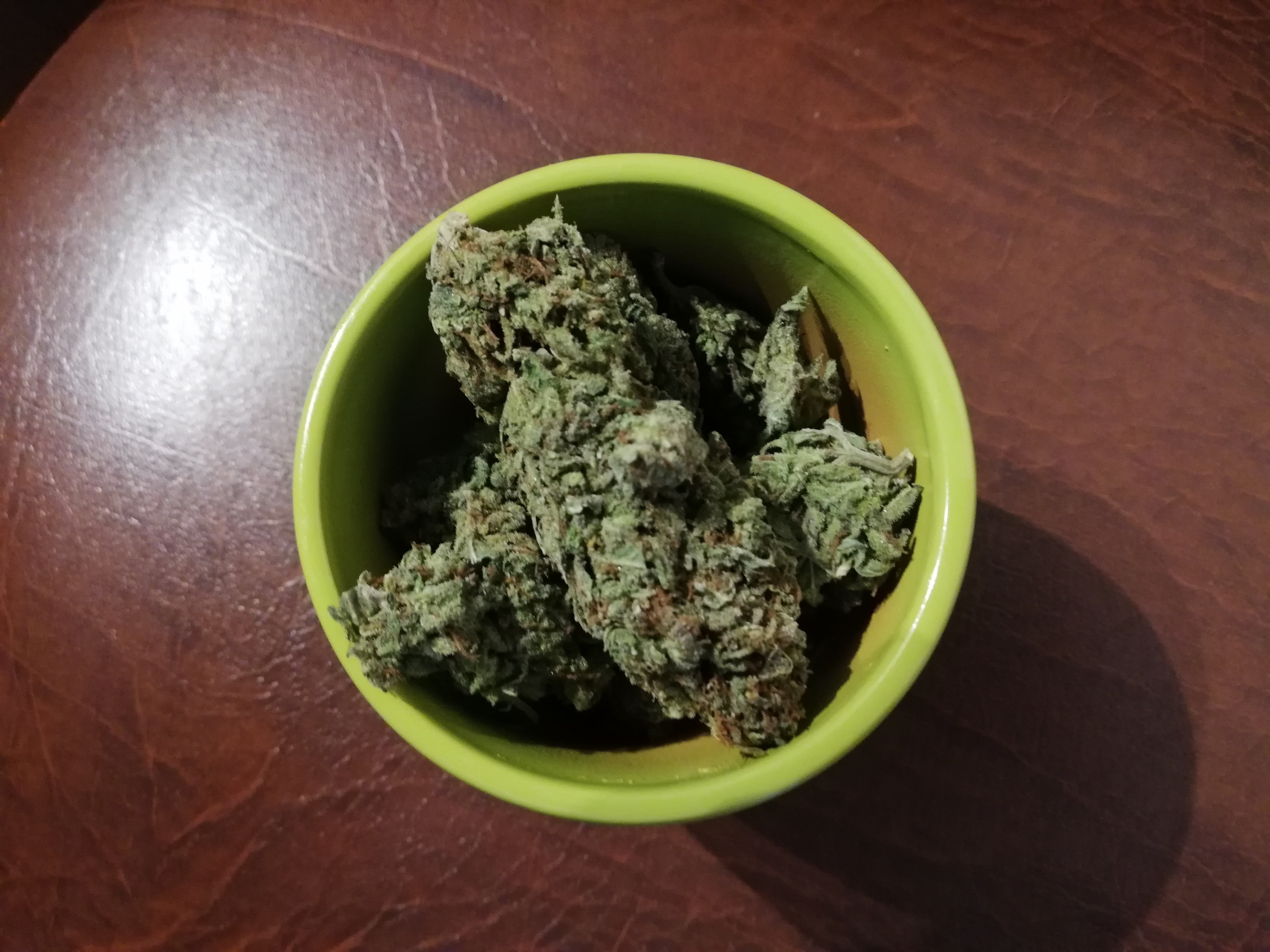
Марихуана

Кана́біс (лат. Cánnabis) — узагальнена назва, що об'єднує низку психоактивних речовин, одержуваних з частин квітучих рослин роду коноплі. Марихуа́на, гашиш і гашишне масло є прикладами таких засобів. Основний психоактивний компонент, що міститься у канабісі є тетрагідроканабінол (абревіатура THC).
У медицині термін медичний канабіс (або медична марихуана) використовується для позначення препаратів, вироблених з конопель. Найчастіше вживаються препарати, що містять тетрагідроканабінол та канабідіол (абревіатура CBD).
Марихуана (англ. marijuana) — сленгова назва суміші подрібнених частин рослини коноплі (лат. Cannabis), що також відома під назвами канабіс, конопля́, ґа́нджа тощо.
Найчастіше подрібнюють та перемелюють цвіт та листки, на яких накопичується смола. Для виготовлення марихуани зазвичай використовують незапилену[джерело?] рослину жіночої статі. Загальна кількість споживачів оцінюється у 181 млн.
Марихуана була відома людям тисячі років тому; на початку 20-го столітті відбулося стрімке зростання вживання марихуани у зв'язку з її лікувальними властивостями. В середині 20-го століття у багатьох країнах марихуана стала нелегальною. Однак за останні 10 років багато країн знов легалізували коноплі — переважно так звану медичну марихуану. У деяких країнах і територіях (наприклад, в Канаді, Уругваї, 11-ти штатах США) вживання марихуани легалізоване як для медичних цілей, так і для розваги.

## Походження назв
Слово «канабіс» (грец. κάνναβις) є грецьким словом та найімовірніше походить зі скіфської чи фракійської мов. Споріднене з албанським kanep, вірменським kanap', литовським kanapės, перським kanab, українським коноплі, а також англійським canvas.
Слово «марихуана» імовірно походить з іспанської від порт. mariguango — «п'янкий». За іншою версією — від імен «Марія» і «Хуан». Під час антинаркотичної кампанії в США політики і ЗМІ почали використати це сленгове слово замість звичного коноплі (чи канабіс).
В англійській мові «канабісом» традиційно називається психотропна конопля, що вживається в медицині, а «коноплями» (англ. hemp) — відповідна сільськогосподарська культура.

## Історія
Коноплі здавна вирощувалися людьми для отримання волокна, насіння і олії, а також в медичних цілях і як рекреаційний наркотик. Після заборони «рослини канабісу» вирощування технічних сортів конопель також піддалося різним обмеженням, а в ряді країн було заборонено. Щось подібне сталося в США при введенні «податку на марихуану», який практично знищив коноплярство в країні. Відомо, що ініціатор цього податку, комісар США з наркотиків Гаррі Анслінгер довгі роки боровся за прийняття Єдиної конвенції про наркотичні засоби 1961 року і активно брав участь у роботі над її текстом.
Психоактивна дія канабісу відома з давніх-давен. Найдавніше археологічне свідчення куріння конопель було знайдене на території сучасної Румунії і належить до бл. 3500 року до н. е.: керамічна посудина на тринозі, в якій палили суцвіття конопель у печері. У 5 ст. до н. е. грецький історик Геродот описав обряд куріння конопель скіфами після похоронів:
Канабіс здавна вживався у медицині. Так, китайська фармакопедія «Травник Шень-нуна», що датована 3 ст. до н. е., рекомендувала вживання канабісу від втоми, ревматизму та малярії, а насіння канабісу — від екземи, псоріазу і запалень.
У 1530−1545 роках канабіс був завезений іспанцями до Нового Світу.
У 1842 році ірландський лікар Вільям О'Шонессі, який вивчав канабіс під час його роботи у Бенгалії, привіз канабіс із собою до Британії, породивши нову хвилю інтересу до рослини. Він, зокрема, задокументував, що канабіс може послаблювати симптоми холери, такі як біль та блювання. До кінця 19 століття канабіс набув поширення у європейських і американських аптеках та лікарнях, і використовувався проти болю у животі, мігренів, запалень, безсоння тощо.
Канабіс був криміналізований у різних країнах починаючи з 19 століття. Британський колоніальний уряд на Маврикії заборонив «ґанджу» (англ. gandia, під чим розумілися індійські коноплі) у 1840 році через його використання робітниками наркотичною речовиною. Аналогічна заборона набула чинності у Сінгапурі в 1870 році. У США перше місцеве обмеження на продаж канабісу було введено в 1906 році в окрузі Колумбія, коли продаж і приготування канабісу став дозволеним лише для аптекарів.
Попри медичне використання канабісу, громадська думка у США щодо нього різко погіршилася у 1910—1937 роках. Це було частково спричинено потоком іммігрантів із Мексики після початку Мексиканської революції 1910 року. Стереотипи і ксенофобія щодо селян-мексиканців перекинулася і на їхній улюблений спосіб інтоксикації — куріння марихуани. Відтак, між 1916 і 1931 роками марихуану заборонили 29 американських штатів.

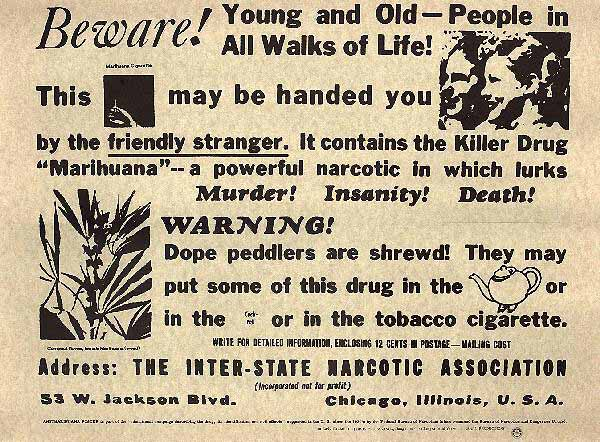
Американський антиконопляний плакат 1935 року називає марихуну «наркотиком-вбивцею», в якому ховається «божевілля» і «смерть»

У 1930-х роках агресивну кампанію проти марихуани у США розпочав Геррі Анслінгер, керівник Федерального бюро наркотиків. Попри ненауковий підхід, кампанія призвела до прийняття у 1937 році федерального «Закону про податок на марихуану», який мав на меті припинити використання канабісу як наркотику.

### Хронологія поширення марихуани у світі

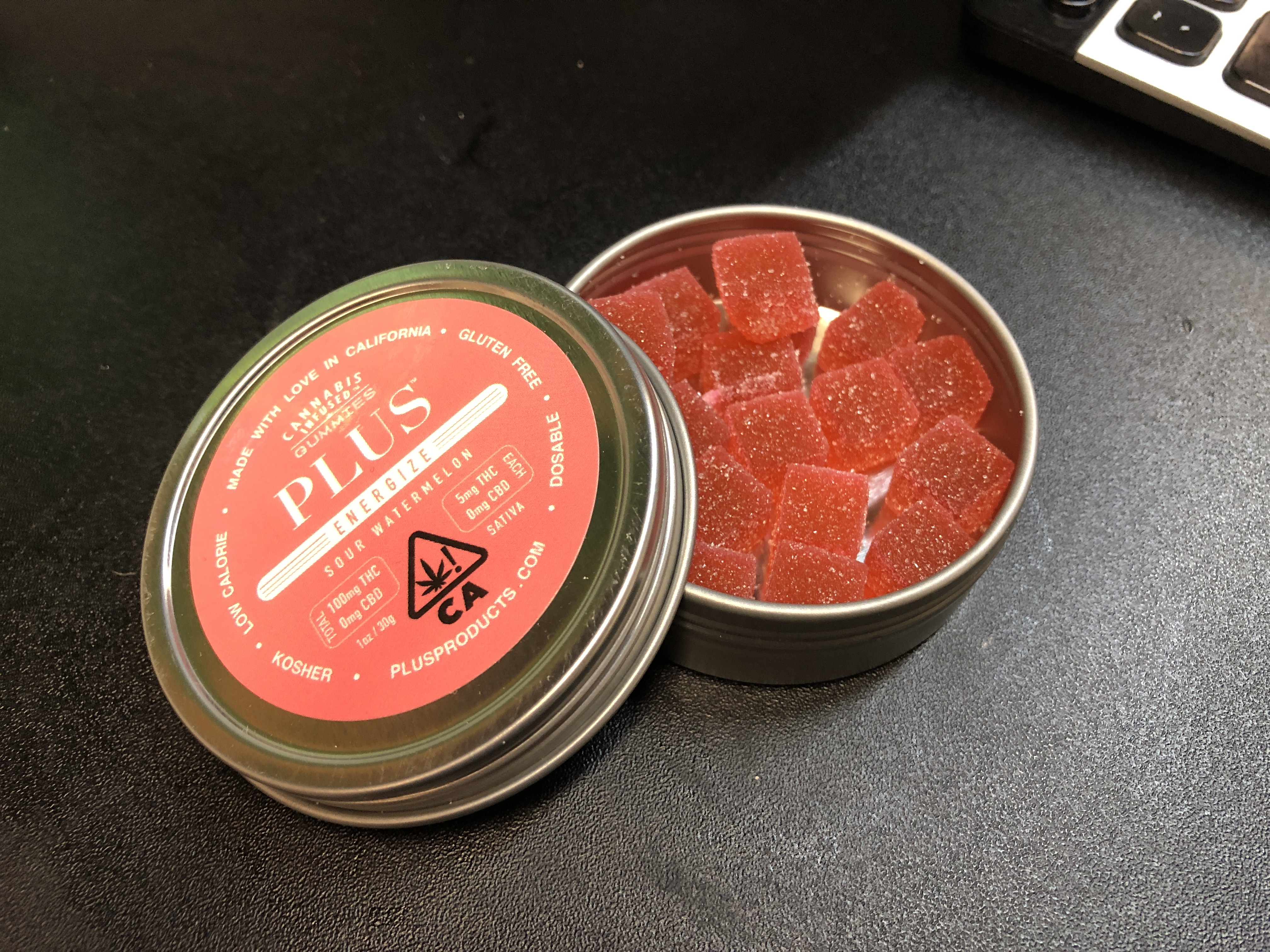
Цукерки з канабісом. Кожна містить 5 мг тетрагідроканабінолу

- 1798 — солдати Наполеона привозять з Єгипту у Французьку республіку традицію паління марихуани.
- 1840 — в США починають продавати ліки на основі марихуани. Гашиш вільно продається в Перських аптеках.
- 1843 — клуб гашишистів або «Клуб споживачів гашишу» відкривається в Парижі.
- 1875 — в Грецькому королівстві починають вирощування марихуани.
- 1890 — Грецьке королівство забороняє культивування марихуани і її вживання.
- 1890 — гашиш визнається незаконним в Османській імперії.
- 1893—1894 — 70000 до 80000 кг гашишу імпортується в Британську Індію з Центральної Азії щорічно.
- 1915—1927 — марихуану забороняють для немедичного використання в США, особливо в Каліфорнії (1915), в Техасі (1919) Луїзіана (1924) і Нью-Йорку (1927).
- 1928 — немедичне використання марихуани заборонено в Великій Британії.
- 1930 — китайська провінція Яркенд стає однією з найбільших експортерів марихуани у світі.
- 1934 — перші заходи керівництва Республіки Китай щодо заборони культивування марихуани в провінції Яркенд.
- 1936 — виходить пропагандистський фільм «Косякове божевілля» (англ. Reefer Madness). Його мета — зменшити вживання марихуани серед молоді. У стрічці багато міфів, що видаються за наукові факти.
- 1937 — в США приймається закон «Marihuana Tax Act», який практично знищив коноплярство в країні.
- 1941 — керівництво Британської Індії розглядає питання про початок культивування марихуани в Кашмірі, оскільки постачання з Республіки Китай припинилися.
- 1971–1973 — величезні поля марихуани починають вирощувати в Королівстві Афганістан.
- 1972 — призначена 37-м американським президентом Річардом Ніксоном комісія досліджує питання марихуани та в результаті наполягає на її легалізації. Проте, цього не відбувається.
- 1973 — Непал забороняє продавати та вживати гашиш.
- 1973 — афганське керівництво приймає закон, який забороняє вирощування і вживання марихуани.
- 1980-ті — Марокко стає однією з країн, яка в найбільших кількостях вирощує та експортує марихуану.
- 13 травня, 1986 — DEA розміщує препарат з марихуани «Dronabinol» у Список II.
- 1993 — Марокко починає боротися з виробництвом гашишу.

- 2013 — Уругвай легалізував продаж рекреаційної марихуани.
- 2018 — Канада легалізувала рекреаційну марихуану, ставши найбільшою країною з повною легалізацією марихуани.
- 2018 — Південна Африка підтвердила легальність особистого використання і вирощування коноплі (продаж залишається забороненим.)
- 2021 — Мексика легалізувала вживання і вирощування канабісу.[18][19]
- 2024 - в Україні було підписано закон про легалізацію медичного канабісу, що буде уведений у дію 16 серпня 2024[20]

## Вплив на здоров'я
Куріння є шкідливим методом споживання марихуани, оскільки вдихання результатів згоряння органічних речовин може викликати різні проблеми зі здоров'ям.
Марихуана може бути корисна в різних медичних ситуаціях. Вона може знімати біль, знижувати напруження і тривожність, покращувати апетит і сніданки у хворих на ВІЛ/СНІД, загоювати багато наслідків хемотерапії і хірургічних втручань, а також загоювати навантаження і стрес, що виникають у хворих на рак. У режимі рекреації марихуана може сприяти розслабленню і покращувати настрій.[джерело?]
Системні дослідження медичної літератури не дають жодних свідчень щодо впливу вживання марихуани на розвиток раку.
У той же час деякі дослідження виявили, що помірне споживання марихуани запобігає розвиткові раку голови та шиї, а також раку легень та раку грудей.
Марихуану в деяких країнах легально виписують хворим для зменшення симптомів ПТСР, нейропатичного болю і нудоти, зокрема викликаних ВІЛ-інфекцією або лікуванням раку. Тому деякі країни навіть експортують марихуану. Найбільші експортери цієї рослини — Нідерланди та Ізраїль.

## Препарати коноплі
- Марихуану одержують з суцвіть і листя. Якісна марихуана - це цілі сусцвіття, переважно світлого зеленувато-коричневуватого кольору
- Спресована суміш смоли, і дрібно покришених суцвіть конопель називається гашишем (або «хеш» — жаргонні назви) — темно-коричнева щільна субстанція, яка за консистенцією нагадує пластилін (але менш пластична), на папері залишає жирні плями.
- Є й інші, не настільки поширені. Всі препарати конопель мають досить різкий специфічний запах і гіркий смак. Як правило, їх курять, закладаючи в цигарки разом з тютюном. Діючою активною речовиною конопель є «тетрагідроканабінол» (англійська абревіатура — ТНС), що входить до класу сполук канабіноїдів.

## Дія на організм людини
Подібно до інших наркотичних речовин, марихуана впливає на координацію рухів. Дослідження американських вчених показали, що пілоти після паління сигарет із марихуаною відчували значні ускладнення при зльоті та посадці на складних етапах керування літаком. При цьому льотчики не помічали помилкових дій. Інше цікаве дослідження, проведене в США, стосувалося членів однієї релігійної групи. Віряни відповідно до канонів своєї релігії не вживали алкогольних напоїв, не палили тютюну, не вживали інших психоактивних засобів, але часто курили марихуану. На момент дослідження вони вживали наркотик уже понад 7 років. Тести на інтелект і пізнавальні можливості, перевірка різноманітних функцій організму показали, що ці люди нічим не відрізняються від інших, а від паління марихуани — не більше наслідків, ніж від тютюну[джерело?]. У звіті Академії наук США зазначалося, що дослідження не підтверджують думку про серйозну шкоду, якої марихуана завдає здоров'ю[джерело?]. Вона лише викликає пришвидшення серцебиття, підйом кров'яного тиску, порушення в сенсорному сприйнятті та запам'ятовуванні.

## Правовий статус
7 липня 2023 року МОЗ України підтримало легалізацію ліків на основі медичного канабісу, за яку виступив президент України Зеленський.
13 липня 2023 року український парламент ухвалив законопроєкт про легалізацію медичного канабісу.